# 54 a.C.
Il 54 a.C. (LIV a.C. in numeri romani) è un anno  del I secolo a.C.

## Eventi
- A Roma scoppia un enorme scandalo elettorale di corruzione, che coinvolge i consoli Appio Claudio Pulcro e Lucio Domizio Enobarbo e i candidati Gaio Memmio, Gneo Domizio Calvino, Marco Emilio Scauro e Marco Valerio Messalla Rufo.;
- Secondo sbarco in Britannia di Giulio Cesare. Il re britanno Cassivellauno scende a patti.;
- In Gallia una rivolta di Eburoni, capeggiata da Ambiorige, uccide i soldati romani di Giulio Cesare, impegnato in quel momento in Britannia, Quinto Titurio Sabino e Lucio Aurunculeio Cotta sterminandone la legione.;

## Morti
- 31 luglio - Aurelia Cotta, romana (n. 120 a.C.)
- Gaio Valerio Catullo, poeta romano (n. 84 a.C.)
- Cingetorige, principe e condottiero gallo
- Dumnorige, principe gallo
- Giulia, nobildonna romana (n. 76 a.C.)
- Mitridate IV di Partia, sovrano
- Lucio Petrosidio, militare romano
- Tasgezio, principe gallo
- Lucio Valerio Flacco, politico romano